# Andrés Arauz Galarza
Andrés David Arauz Galarza (Quito, 6 de febrer de 1985) és un polític i economista equatorià. Del 2015 al 2017 va ser ministre de Coneixement i Talent Humà durant la presidència de Rafael Correa. A més, va exercir com a ministre de Cultura i Patrimoni durant un mes, entre abril i maig de 2017, en renunciar el ministre titular Raúl Vallejo. L'agost de 2020 va anunciar que concorreria a les eleccions presidencials de 2021, previstes pel 7 de febrer de 2021. El 16 de setembre es va presentar el binomi presidencial Andrés Arauz i el comunicador Carlos Rabascall Salazar com a candidats a la presidència i vicepresidència de l'Equador per la plataforma electoral Unión por la Esperanza.

## Trajectòria
És llicenciat en Economia i Matemàtiques per la Universitat de Michigan (2010), realitzà un màster en Economia del Desenvolupament a la Facultat Llatinoamericana de Ciències Socials (2010) i és doctor en Economia Financera per la Universitat Nacional Autònoma de Mèxic (2021).
Va ser assessor en Política Financera del Ministeri de Coordinació de la Política Econòmica (2007-2009). El 2009 va treballar en el Banc Central de l'Equador, entitat de la qual arribaria a ser director general bancari entre 2011 i 2013. Va ser sotssecretari general de Planificació per al Bon Viure de la Secretaria Nacional de Planificació i Desenvolupament.
El març de 2015, va ser nomenat Ministre coordinador de Coneixement i Talent Humà en el govern presidit per Rafael Correa substituint Guillaume Long, des d'on va dirigir la coordinació i supervisió de polítiques, programes i projectes dels ministeris d'Educació, Cultura, Educació Superior, Ciència i Tecnologia. Entre els projectes que va desenvolupar destaquen el foment de la major independència tecnològica del país, la utilització de programari lliure i el desenvolupament del coneixement lliure.
El 2017, després de l'arribada a la presidència de Lenín Moreno, es va apartar de càrrecs institucionals. Va ser fundador de l'Observatori de la Dolarització dedicat a difondre assajos i investigacions sobre la dolarització de les diferents economies nacionals i els seus efectes. És membre de Consell Executiu de la Internacional Progressista.

## Carrera política

### Candidatura presidencial de 2021
El 18 d'agost de 2020, el front Unión por la Esperanza, coalició que engloba les organitzacions polítiques Revolución Ciudadana i Centro Democrático, va anunciar que Andrés Arauz seria el seu candidat a la presidència de l'Equador a les eleccions fixades per al 7 de febrer de 2021. Inicialment s'havia plantejat que Arauz estigués acompanyat com a candidat a la vicepresidència de Rafael Correa, president de la República entre 2007 i 2017. No obstant això, el 16 de setembre de 2020 va anunciar que seria el comunicador Carlos Rabascall el company d'Arauz com a binomi presidencial després que la condemna de vuit anys de presó per suborn contra Rafael Correa fos ferma. La decisió va implicar també la inhabilitació de per vida de Correa per a ocupar càrrecs d'elecció popular.
L'11 d'abril del 2021 va perdre les eleccions contra Guillermo Lasso a la segona volta.